# Johan Christian Dahl
Johan Christian Dahl (cunoscut și ca Johan Christian Klausson Dahl, I.C. Dahl sau J.C. Dahl, n. 24 februarie 1788, d. 14 octombrie 1857) a fost un pictor norvegian.
A fost primul pictor norvegian care a fost la nivel european în pictura artistică, și totodată unul dintre întemeietorii stilului tipic norvegian de artă național-romantică care a apărut în Norvegia la începutul secolului al XVIII-lea.

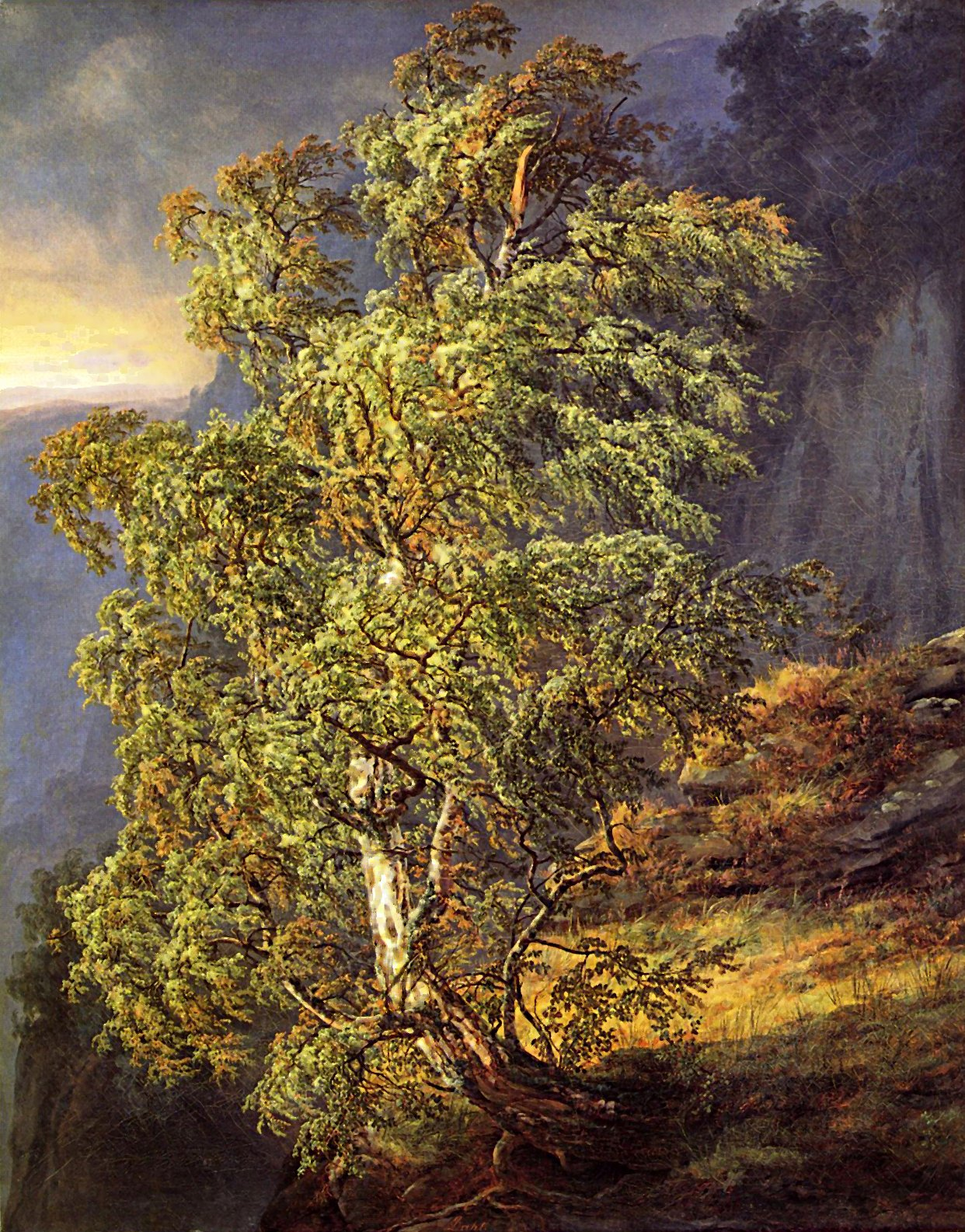
Bjerk i storm („Mesteacăn în furtună”)

## Biografie
I.C. Dahl s-a născut la Bergen ca fiu de pescar. Intenționa să devină pictor decorator, dar când i-a fost descoperit talentul, s-au adunat bani pentru ca să poată fi trimis la studii, eventual ajungând la Universitatea din Copenhaga.
După ce și-a făcut un nume la Copenhaga s-a mutat la Dresda, unde a devenit profesor la Academia de Arte Plastice.
Dahl este considerat „părintele peisagiștilor norvegieni.”

## Lucrări cunoscute
- Skibbrudd ved den norske kyst („Naufragiu pe coasta Norvegiei”) (1832)
- Frogner Hovedgaard („Moșia Frogner”) (1842)
- Bjerk i storm („Mesteacăn în furtună”) (1849)
- Fra Stalheim („De la Stalheim”) (1842)

## Galerie

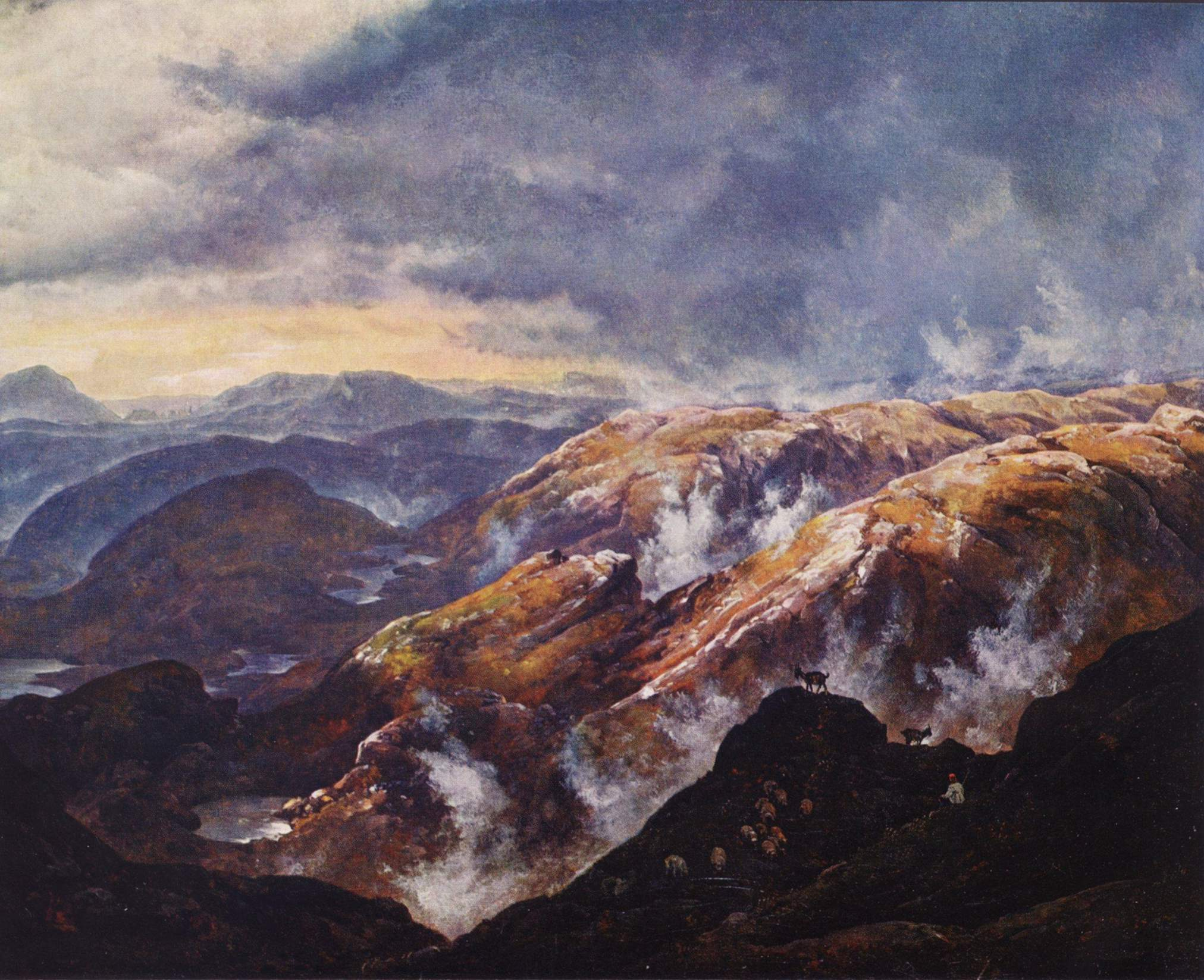
«Lyshornet ved Bergen» (1836)
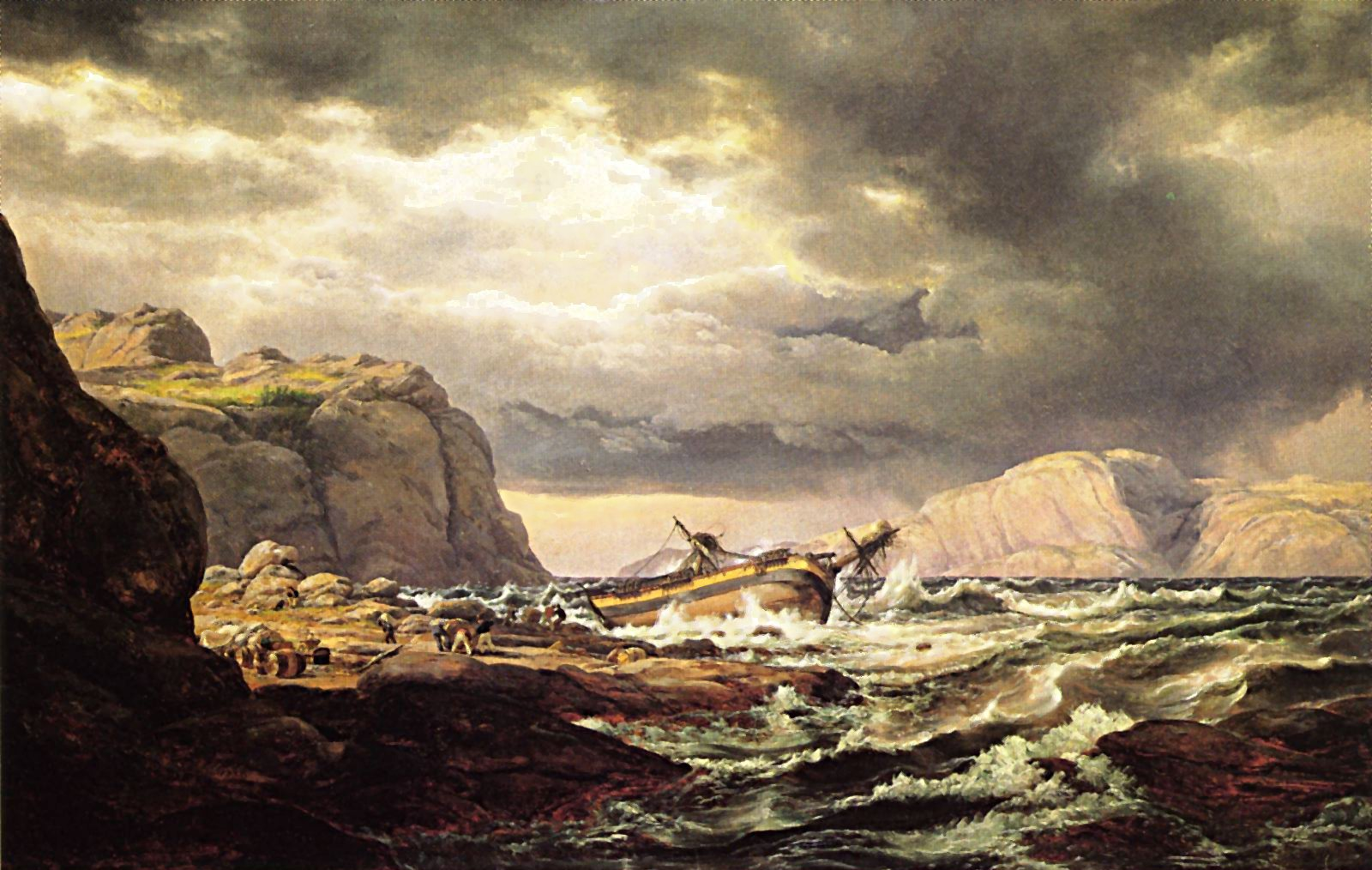
«Skibbrudd ved den norske kyst» (1832)
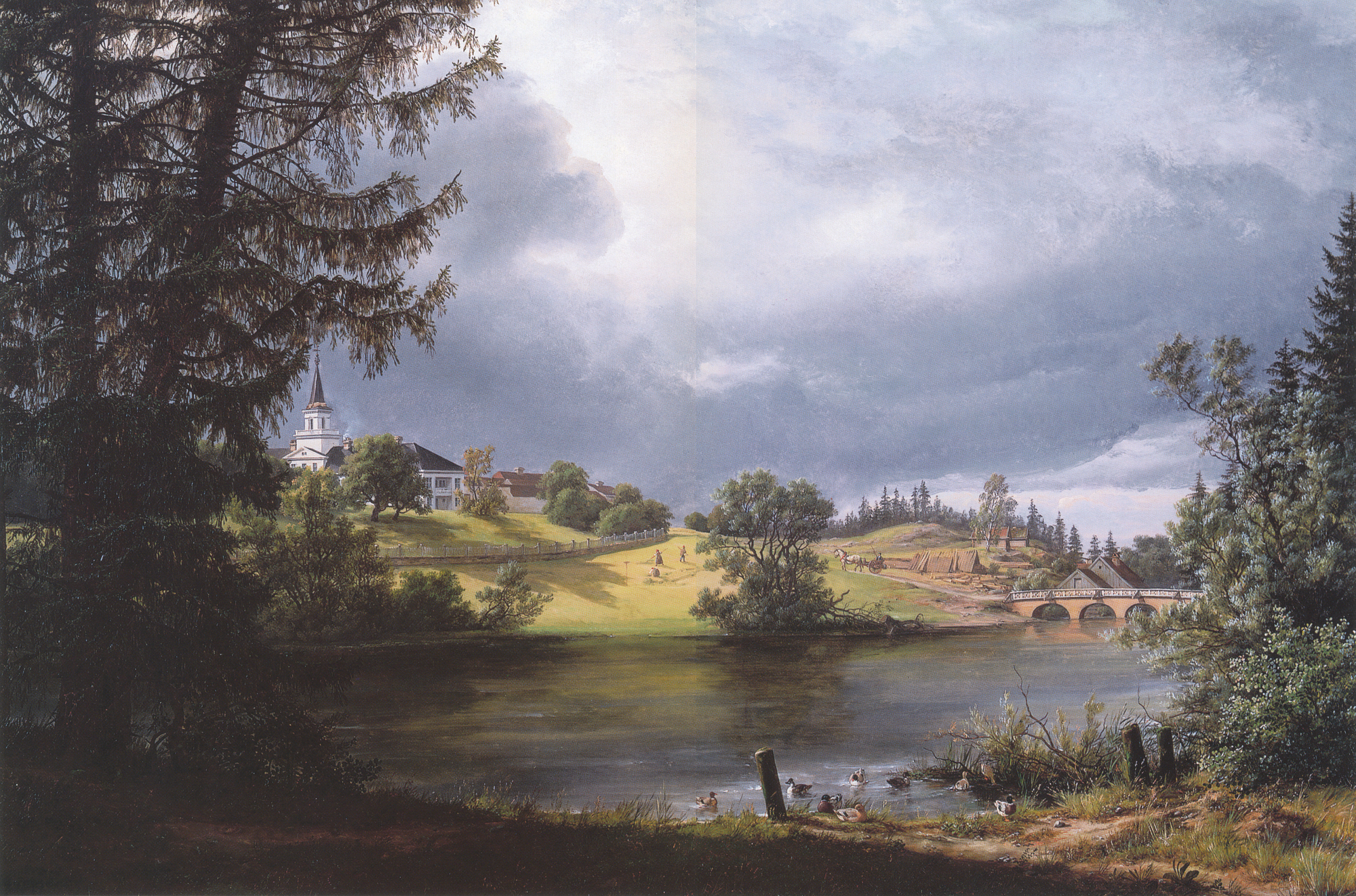
«Frogner Hovedgaard» (1842)